# 조니 웨이스멀러 주니어
조니 웨이스멀러 주니어(Johnny Weissmuller Jr., 1940년 9월 23일 ~ 2006년 7월 27일)는 미국의 장교, 배우이다. 샌프란시스코에서 태어났다.

## 영화
- 리얼 타잔 (2004년) - 본인 역
- 와일드파이어 (1988년)
- 인돌 전쟁 이워크 (1985년)
- 청춘 낙서 (1973년)
- 샌프란시스코 수사반 (1972년)
- THX-1138 (1971년)